# Ядыкина, Людмила Васильевна
Людми́ла Васи́льевна Яды́кина (24 июня 1925 — 28 июля 2023) — советский, российский врач. Народный врач СССР (1983).

## Биография
Родилась 24 июня 1925 года в селе Боровое (ныне в черте Воронежа).
В 1948 году, после окончания Воронежского медицинского института, работала врачом Воронцовской районной больницы, заведующей женской консультацией и роддомом. С 1949 года — заведующая райздравотделом, затем — главный врач Воронцовской районной больницы.
В 1960 году была переведена на должность главного врача Аннинской центральной районной больницы. В 1974 году была назначена на должность первого заместителя заведующего Воронежским областным отделом здравоохранения, а в декабре того же года стала главным врачом областной клинической больницы; под её руководством этот лечебно-профилактический комплекс в 1976 году был введён в строй.
Скончалась 28 июля 2023 года.
Прощание проходило 29 июля с 11.30 до 13.00 в Траурном зале Воронежского областного патологоанатомического бюро (Воронеж, Московский проспект, дом 151).

## Звания и награды
- Заслуженный врач РСФСР
- Орден Октябрьской Революции
- Орден Трудового Красного Знамени
- Народный врач СССР (1983)
- Почётный гражданин Воронежской области (2000)
- Медаль «За труды во благо земли Воронежской» (22 июня 2020) — за большой личный вклад в развитие здравоохранения на территории региона, активную жизненную позицию и в связи с 95-летием со дня рождения